# Faicchio
Faicchio é uma comuna italiana da região da Campania, província de Benevento, com cerca de 3.857 habitantes. Estende-se por uma área de 43 km², tendo uma densidade populacional de 90 hab/km². Faz fronteira com Cusano Mutri, Gioia Sannitica (CE), Puglianello, Ruviano (CE), San Lorenzello, San Salvatore Telesino.

## Demografia
| Variação demográfica do município entre 1861 e 2011                               |
|                                                                                   |
| Fonte: Istituto Nazionale di Statistica (ISTAT) - Elaboração gráfica da Wikipedia |